# Торговая политика Южной Кореи
Торговая политика Южной Кореи. В конце Второй Мировой Войны в 1945 году Корея была освобождена от Японской оккупации. Разрушительная засуха в 1958 году заставила Корею импортировать большие объемы продовольственного зерна. В 1950 году началась корейская война (война между Республикой Корея и Корейской Народно-Демократической Республикой Корея), уничтожившая более двух третей национального производства и большинство инфраструктуры. Торговая политика Южной Кореи претерпела много изменений, от импортозамещения к глобализации, и это оказало значительное влияние на экономику.

## После получения независимости - Азиатский Финансовый Кризис
На протяжении 1950-х годов Корея была слаборазвитой страной, в которой  60 процентов населения было занято в сельском хозяйстве. Внешняя политика в то время была направлена на обеспечение максимальной иностранной помощи. До 1960 года иностранная помощь составляла почти половину национального бюджета. Иностранная помощь была разрешена только для импорта основных товаров, необходимых для выживания экономики, в то время как экспорт были минимальным. За это время США из-за политической нестабильности прервали свои планы по предоставлению инвестиций в размере 500 миллионов долларов США для развития. Сокращение иностранной помощи привело к тому, что зависимые от импорта отрасли сократили поставки сырья, что привело к экономическому спаду. Материалы, необходимые для восстановления страны,такие как цемент и сталь, были произведены внутри страны, чтобы снизить зависимость от импорта.
Для получения иностранной валюты Корея экспортировала некоторые природные ресурсы, но доходы были небольшие. В то время не было никакой официальной торговой политики. В 1962 году Корея приступила к широкомасштабной индустриализации, основанной на экспорте.  Была внедрена экспортно ориентированная стратегия развития, и активно поощрялся экспорт товаров трудоемкой, легкой промышленности. Финансовые стимулы, такие как беспошлинный ввоз сырья, поощряли производство экспортных товаров, стимулируя рост текстильной и электротехнической промышленности. Корея имела сравнительные преимущества в этих отраслях, которые поглощают хорошо образованных и высоко мотивированных работников при низкой заработной плате. Основная цель поощрения экспорта заключалась в том, чтобы заработать иностранную валюту, поэтому импорт не поощрялся. Торговля выросла с 500 млн. долларов США в 1962 году до 2,8 млрд. долларов США в 1970 году. В процентном отношении торговля выросла на 40,8 процента в 1960-х годах.
В начале 1970-х годов, в третем пятилетнем плане основное внимание уделялось тяжелой и химической промышленности. Cледовательно, новый двигатель роста сместился с легкой промышленности на тяжелое производство. Тем временем Корея продолжила свою политику стимулирования экспорта и ограничения импорта. Автомобили сняли; также импортные автомобили практически исчезают с рынка. Рост экспорта составлял примерно 45 процентов в год.
В конце 1970-х годов из-за роста цен на нефть, стоимость  импорта нефти выросла на 200 процентов в год.
В начале 1980-х годов, экспорт в отраслях тяжелой промышленности достиг 17.5  млрд.  долларов США. Только к середине 1980-х, экономический рост Кореи был признан на международном уровне и подвергся критике со стороны его экспортной экономики. Неблагоприятные глобальные условия повлияли на экспортно-ориентированную экономику Кореи.  Корейские политики осознали необходимость открытия рынков и создания большей конкуренции и повышения международной конкурентоспособности отечественных отраслей.
Важные преобразования произошли в корейской торговой политики в шестом пятилетнем плане, который стал свидетелем изменения тенденции от тяжелой промышленности к экспортно-ориентированной потребительской продукции, включая электронику и высокие технологии.  Политика иностранных инвестиций была смягчена в связи с уменьшением внутренних инвестиций, значительно увеличилось движение капитала из-за рубежа. Ограничения на импорт были устранены, но множество нетарифных барьеров усложнило структуру торговли. В 1986 году Корея впервые достигла благоприятного торгового баланса,  сальдо торгового баланса в размере 4.2 млрд. долларов США. Однако преобразования в торговой политике, в конечном итоге, привели к проблемам в 1990-х годах. В 1990-е годы увеличилось внутреннее потребление предметов роскоши, в том числе высокотехнологичной и электронной продукции, которые сократили экспорт, что привело к торговому дефициту Кореи и дефициту текущего счета. В середине 1990-х годов Корея снизила тарифные ставки и ограничения на импорт автомобилей, высокотехнологичных товаров и финансовых услуг.

## Южная Корея и Азиатский валютный кризис
Корейские банки и Чеболи заимствовали значительные средства у иностранных банков на краткосрочной основе. Деньги были направлены на финансирование инвестиций в отрасли при поощрении правительства. Сильная зависимость от краткосрочных внешних займов привела к тому, что корейская экономика пострадала от валютного кризиса, поскольку иностранные резервы были недостаточными для финансовой стабильности. Проблема корейского долга ухудшилась, когда один из Чеболей, Hanbo, рухнул с долгами в 6 млрд. долларов США. Утверждалось, что банки были подвергнуты давлению со стороны правительства после того, как оно было подкуплено Hanbo. Ситуация ухудшилась, когда другой Чеболь,  Kia, заявил о банкротстве. Хуже того, волна банкротств продолжалась среди Чеболей. Haitai, 24-й крупнейший бизнес в Корее, обратился за защитой от банкротства, правительству пришлось взять Kia под государственную собственность, чтобы предотвратить потери рабочих мест. Были предположения, что более половины топ-30 Чеболей подадут на банкротство. Многие рейтинговые агентства, такие как S&P, понизили рейтинг в Корее, сделав его более дорогостоящим и трудным для получения дополнительного кредита.
Чтобы защитить вону, корейский центральный банк повысил краткосрочную процентную ставку до более чем 12 процентов. За это время Корея накопила задолженность в размере около 100 миллиардов долларов США, которая должна была выплачиваться в течение года, в то время как резерв сократился до 6 млрд. долларов США. Корее пришлось обратиться в МВФ с просьбой о кредите. В результате, была заключена сделка в размере 55 млрд долларов США. Южная Корея также согласилась сдерживать Чеболей, уменьшив свою долю в банковском финансировании и требуя от них публикации консолидированной финансовой отчетности и ежегодных независимых внешних аудитов. Хотя некоторые меры либерализации торговли были включены в программу МВФ, торговая площадь не была основной ее частью. Именно в 1980-х годах Корея начала устранять торговые барьеры, главным образом в производственном секторе, а не в сельскохозяйственном секторе, полагая, что либерализация торговли повысит международную конкурентоспособность страны и благосостояние потребителей. Именно во время финансового кризиса корейское правительство серьезно рассмотрело достоинства и затраты на ЗСТ. Хотя почти все торговцы мира участвуют в ЗСТ, неучастие в этой тенденции может показаться пассивным в отношении либерализации торговли и встретить переориентацию торговли без какой-либо помощи. Впоследствии Новая Зеландия, Сингапур, Таиланд и Япония выразили заинтересованность в налаживании официальных переговоров о свободной торговле с Кореей.
Для того, чтобы выйти из кризиса корейское правительство приняло ряд мер экономической реформы. Ограничение на финансовом рынке было ослаблено в соответствии с рекомендациями Международного валютного фонда (МВФ). 24 декабря 1997 года был принят свободный плавающий обменный курс для поддержки либерализации рынка капитала. Частные фирмы сократили кредитное плечо по внешним долгам. Корейский Центральный банк накопил достаточно иностранной валюты для подготовки к непредвиденным обстоятельствам, таких как внешние финансовые потрясения.

## После Азиатского финансового кризиса к глобализации
После глобального финансового кризиса 2007-2008 годов корейская экономика сократилась на 4,6% в четвертом квартале по сравнению с третьим кварталом того же года. Как ни странно, реформы в торговой политике, которые были приняты ранее, негативно повлияли на это время. Либерализация рынка капитала и переход к режиму плавающего валютного курса облегчили иностранному инвестору и спекулянтам вывод средств из корейского рынка капитала, что привело к ухудшению финансовой стабильности.
После глобального финансового кризиса 2008 года Корея приступила к новой политике, направленной на необходимость устранения внутренних недостатков и повышения прозрачности, подотчетности, гибкости и общей конкурентоспособности экономики за счет постоянного участия в международном сотрудничестве, уделяя основное внимание глобализации, обусловленной рынком и переходом к экономике, основанной на  знаниях.
Будучи страной, ориентированной на торговлю, и членом ВТО, Корея стала решительным сторонником многосторонней либерализации торговли. Корейское правительство также утверждает, что быстрое восстановление после глобального финансового кризиса 2008 года стало возможным благодаря многосторонним торговым соглашениям. До недавнего времени Корея оставалась одной из немногих стран-членов ВТО без каких-либо двусторонних или региональных соглашений о свободной торговле. После успеха в многосторонних торговых соглашениях Корея в настоящее время участвует в ЗСТ с 2003 года. Вступая в ЗСТ, Корея будет иметь доступ к новым рынкам по всему миру. ЗСТ сокращает такие издержки, как тарифные и нетарифные барьеры. ЗСТ увеличивает конкуренцию и тем самым повышает эффективность на рынке и уровень благосостояния потребителей, снижая цены на импортируемые товары, а также диверсифицируя выбор потребителей. Другие факторы подобные внутреннему спросу Кореи, такие как ее высокая зависимость от внешней торговли, необходимость обеспечения экспортных рынков и ускоренное открытие и реструктуризация Корейской экономики, также похвалили решение Кореи пойти на ЗСТ. Сложно оценить их влияние на корейскую экономику, потому что эти соглашения вступили в силу недавно, и нам нужно ждать эмпирических данных.